# Żydowo (powiat myśliborski)
Żydowo – wieś w Polsce położona w województwie zachodniopomorskim, w powiecie myśliborskim, w gminie Barlinek.
W latach 1975–1998 miejscowość należała administracyjnie do województwa gorzowskiego.
Pierwsze wzmianki o wsi pochodzą z XIII w. Była to wówczas posiadłość rycerska.
Według danych z 1 stycznia 2011 roku wieś miała 73 mieszkańców.
We wsi zachowały się czytelne resztki kompleksu parkowo-pałacowego z XIX w. o powierzchni ok. 23 ha, w postaci: dziedzińca, parku o pow. 6 ha, stawu i cmentarza (sam pałac nie zachował się do dziś - został rozebrany w 1970 r.).
Nie zachował się również kościół (zniszczony w 1945 r., rozebrany w latach siedemdziesiątych XX w.).